# Centre d'Investigacions Sociològiques
El CIS (Centre d'Investigacions Sociològiques) és un institut d'investigació sociològica amb estatus d'organisme autònom que depèn del Ministeri de Presidència espanyol. Elabora enquestes de diferents continguts, generalment per encàrrec d'organismes oficials de l'estat, o en els darrers temps, en què gran part de les competències han estat transferides a les comunitats autònomes, també en fa per aquestes, o de vegades per consorcis d'organismes de l'estat amb les comunitats autònomes.2019

## Funcions
Les funcions del CIS són:
- Programar, dissenyar i fer estudis sobre la societat espanyola i les comunitats autònomes.
- Fer treballs de documentació i difondre els resultats de la seua activitat investigadora.
- Fomentar la col·laboració amb centres universitaris i d'investigació.

## Estructura
S'estructura amb diferents òrgans: la Presidència, la Secretaria general, els departaments (d'Investigació; de Banc de Dades; i el de Publicacions i Foment de la Investigació) i l'òrgan consultiu Consell Assessor.
El Departament d'Investigació coordina el programa d'investigacions del Centre, executa els projectes de recerca, dirigeix l'execució dels treballs de camp i el processament de dades informàtic.
El Departament de Banc de Dades s'ocupa del banc de dades (direcció, manteniment i coordinació) i envia al President els projectes d'informatització i adscripció del material informàtic.
El Departament de Publicacions i Foment de la Investigació s'ocupa de la difusió de la recerca mitjançant la publicació de revistes, butlletins, llibres i altres, organitza reunions, premis i beques sobre investigació en ciències socials, dirigeix la biblioteca del centre i s'ocupa de les relacions amb organismes similars i centres universitaris, tant nacionals com estrangers.

## Presidents del CIS
Relació cronològica de presidents i presidentes de l'Institut d'Opinió Pública (IOP) i el Centre d'Investigacions Sociològiques (CIS) des de la seva fundació en 1963.
- Luis González Seara (juliol 1963 - octubre 1967)
- Salustiano del Campo Urbano (octubre 1967 - gener 1971)
- Ramón Cercós Bolaños (gener 1971 - primers mesos de 1972)
- Alejandro Muñóz-Alonso Ledo (primers mesos de 1972 - juliol 1973)
- Rafael Anson Oliart (juliol 1973 - febrer 1974)
- Francisco Murillo Ferrol (febrer 1974 - octubre 1974)
- Pablo Sela Hoffmann (gener 1975 - març 1976)
- Luis López-Ballesteros y Cervino (abril 1976 - octubre 1976)
- Juan Díez Nicolás (octubre 1976 - abril 1979)
- Rafael López Pintor (abril 1979 - gener 1983)
- Julián Santamaría Ossorio (gener 1983 - març 1987)
- Rosa Conde Gutiérrez del Álamo (març 1987 - juliol 1988)
- Luis Rodríguez Zúñiga (setembre 1988 - maig 1991)
- Joaquín Arango Vila-Belda (juliol 1991 - maig 1996)
- Pilar del Castillo Vera (maig 1996 - abril 2000)
- Ricardo Montoro (maig 2000 - maig 2004)
- Fernando Vallespín Oña (maig 2004 - maig 2008)
- Belén Barreiro Pérez-Pardo (maig2008 - setembre 2010)
- Ramón Ramos Torre (setembre 2010 - gener 2012)
- Félix Requena Santos (gener 2012 - desembre 2016)
- Cristóbal Torres Albero (desembre 2016 - juny 2018)
- José Félix Tezanos (juny 2018-)[3]